# Women in Focus
 (novembre 2019).
Pour les articles homonymes, voir WIF.
Women in Focus (WIF) était un centre et une galerie de distribution de films et de vidéos féministes basé à Vancouver, au Canada. Il fut en opération de 1974 à 1992,. 

## Histoire
La "Women in Focus" fut fondée en septembre 1974 et était à l'origine basée et financée par l'Université de la Colombie-Britannique. Son mandat initial était de "produire des vidéos et des films féministes",  "comme une alternative depuis longtemps attendue aux images de femmes telles que définies par les hommes,". En plus de produire un certain nombre de films et de vidéos, y compris des titres notables tels que Fashion as a Social Control (1976)  et Rape is a Social Disease (1975),, la WIF agit comme distributrice de films et de vidéos canadiens et internationaux réalisés par des femmes. Le Centre exploita également une bibliothèque de location de matériel de production et de post-production, mis à la disposition des membres de Women in Focus, et organisa régulièrement des ateliers, des projections, des formations et des conférences ouvertes à tous ses membres et au grand public. De 1978 à 1986, Women in Focus diffusa une programmation d'arts visuels éphémères dans diverses galeries de Vancouver. En 1986, la Floating Curatorial Gallery, plus tard appelée la Lateral Gallery, fut fondée et accueillit des expositions tout au long de l’année. 
Women in Focus fut très active dans l'élaboration de politiques aux niveaux régional et national et participa au Comité d'action national canadien sur le statut de la femme. Marion Barling et, par conséquent, Women in Focus, ont adopté une forte position contre la pornographie, affirmant qu'une réconciliation entre le féminisme et le porno était impossible. 
En 1989, Women in Focus était l’un des promoteurs de In Visible Colours, un festival international de films et de vidéos novateurs, conçu pour et par des femmes de couleur et des femmes du tiers monde. Ce festival tint aussi un symposium de plusieurs jours sur la race et le genre dans les arts,,. In Visible Colours lança une discussion nationale sur les politiques d’identité, qui continue d’affecter profondément la production culturelle et le financement de la culture canadienne,,. 
Même si "In Visible Colours" fut un festival réussi générant de gros surplus, il y a eu une rupture entre "In Visible Colours" et "Women in Focus", qui aboutit à un procès et à la dissolution de cette dernière. Nancy Pollock de Kinesis a réalisé un reportage détaillé sur cette phase qui mena à une décision de la cour en faveur de In Visible Colors. Le premier conseil d’administration de In Visible Colours publia un communiqué de presse soulignant la décision de la Cour en leur faveur. L'effondrement de ces deux organisations en 1992 marqua la fin de la communauté artistique féminine de Vancouver. 
La collection média de Women In Focus, les registres de distribution, la bibliothèque imprimée et divers documents ont été déposés auprès du VIVO Media Arts Centre (alors appelé Video Inn) au moment de leur dissolution. Les chercheurs peuvent accéder à ces documents à la VIVO's Crista Dahl Media Library & Archive.

## Membres notables
Parmi les membres notables de Women in Focus figurent les fondateurs Jeanette A. Auger, Yvette Perreault, Nicola Sumners, Corinne Angell, Judy Morton et Marion Barling, ainsi que Susan Moore, Jill Pollack, Julie Warren, Zainub Verjee, Michelle Nickel, Kem Windwraith, Venge Dixon, Sharon Costello, Judy Hayward, Syvi Kristman et Marion Dodds. 